# Parafin
Parafin (franc. paraffine od lat. parum affinis: slabo poveziv) je smjesa alkana, to jest zasićenih alifatskih parafinskih ugljikovodika (parafina) s 18 do 45 (do čak i 55) ugljikovih atoma u molekuli, strukturne kemijske formule C(n)H(2n+2), ali za velike ugljikovodike se to može aproksimirati s CH2. U tekućem stanju se naziva i parafinskim uljem. Dobiva se iz nekih frakcija vakuumske destilacije ostatka nakon atmosferske destilacije nafte. Postupnim hlađenjem tih frakcija do približno –40 °C izlučuje se parafinski vosak, koji se odvaja filtracijom. Iz parafinskoga voska mogu se dobiti tri vrste parafina: čvrsti parafin, ceresin i vazelin. Parafinski je vosak i sirovina za hidrokrekiranje, čime pretežito nastaju izoparafini koji služe kao sastojak mazivih ulja. Čvrsti parafin makrokristalna je, vosku slična bijela tvar, smjesa n-alkana s 18 do 35 ugljikovih atoma i s talištem 45 do 55 °C. Upotrebljava se za izradbu vodootpornoga, voštanoga papira, za impregnaciju tkanina i kože, u proizvodnji svijeća, olovaka i žigica (šibica) te za konzerviranje.

## Osobine, dobivanje i upotreba
Danas se mjesto imena parafina koriste alkani, a olefini (alkeni) su izgubili smisao jer objedinjavaju i alkene (olefine) i alkine (acetilene). Ime parafin je ostalo i kao naziv se koristi za vosak "umjetnih" svijeća i parafinsko ulje. Zasićeni je aciklički (alifatski) ugljikovodik. Netopljiv je u vodi, a topljiv u organskim otapalima. Dobiva se iz nekih frakcija vakuumske destilacije ostataka nakon atmosferske destilacije nafte iznad 400 °C iz bituminoznih škriljevaca i iz katrana kamenog ugljena. Postupnim hlađenjem tih frakcija do približno -40 °C izlučuje se parafinski vosak, koji se odvaja filtracijom.
Iz parafinskoga voska mogu se dobiti tri vrste parafina: čvrsti parafin, cerezin i vazelin. Parafinski je vosak je sirovina za hidrokrekiranje, čime pretežno nastaju izoparafini koji služe kao sastojak mazivnih ulja. Vrlo je sličan prirodnom vosku, ali je čvršći od njega i lako se može rezati nožem. Lijepe je čiste bijele boje, pa se rabi za izradu svijeća, jer je znatno jeftiniji od prirodnoga voska.

### Čvrsti parafin
Čvrsti parafin (tzv. "parafinski vosak") makokristalna je, čvrsta bijela masa (tvar), slična vosku, smjesa n-alkana s 18 do 35 ugljikovih atoma i s talištem 45 do 55 °C. Upotrebljava se za izradbu vodootpornoga, voštanoga papira, za impregnaciju tkanina, kože i žigica, u proizvodnji svijeća, krema, laštila, maziva i olovaka, te za konzerviranje sira, voća, jaja i drugo.